# Shinbutsu kakuri

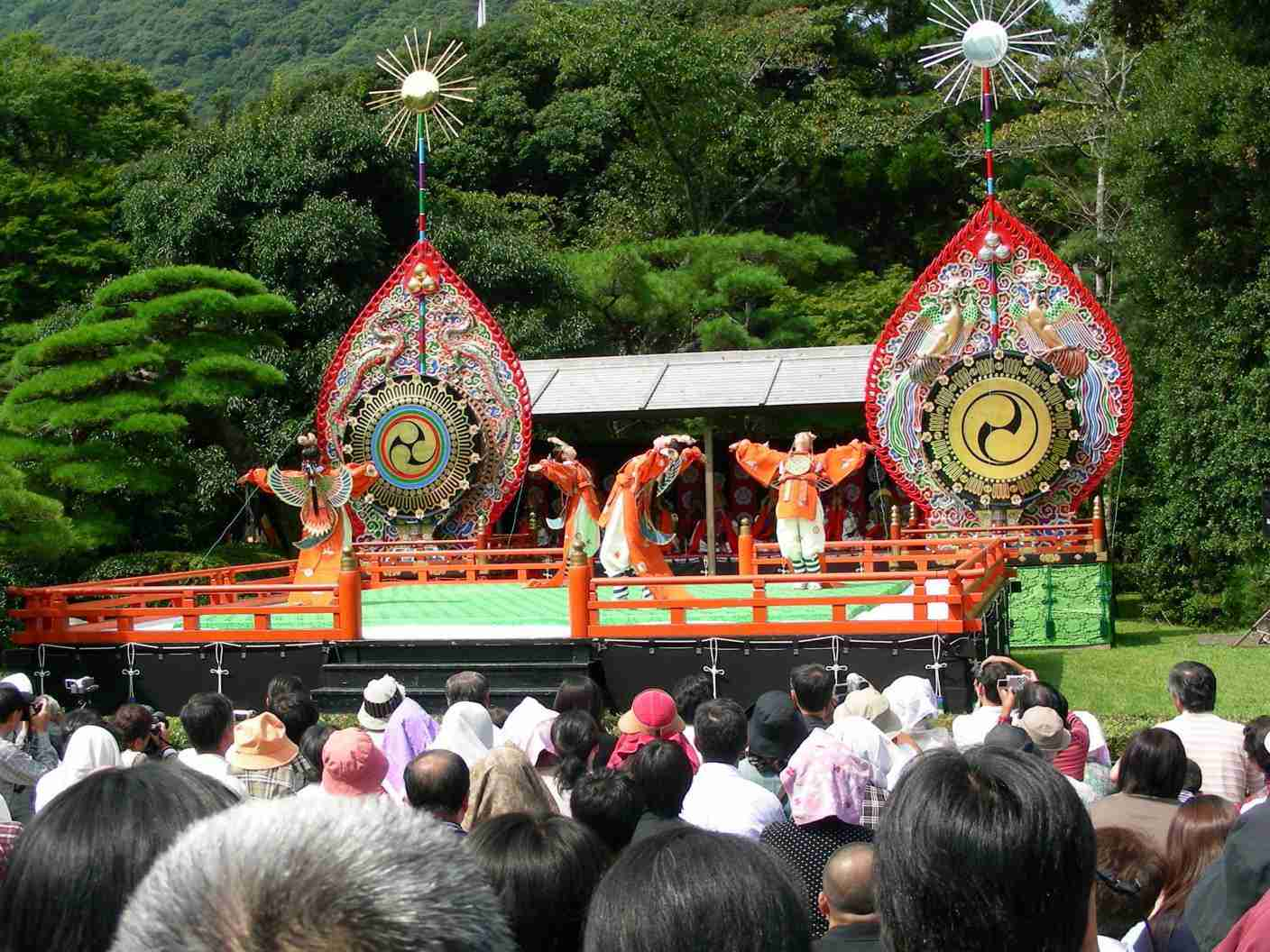
Le sanctuaire d'Ise est un des premiers à isoler ses kamis du bouddhisme.

Le terme shinbutsu kakuri (神仏隔離, « isolation des kamis du bouddhisme) » de la terminologie bouddhiste japonaise renvoie à la tendance à conserver quelques kamis à part du bouddhisme dans le Japon médiéval et du début de l'époque moderne. Alors que certains kamis sont intégrés dans le bouddhisme, d'autres (ou parfois les mêmes kamis même dans un contexte différent) sont tenus systématiquement éloignés du bouddhisme. Ce phénomène a des conséquences importantes pour la culture japonaise dans son ensemble. Il ne faut pas le confondre avec le shinbutsu bunri (« séparation des kamis et des bouddhas ») ou avec le haibutsu kishaku (« abolition du bouddhisme et destruction de Shakyamuni »), qui sont des phénomènes récurrents dans l'histoire du Japon et le plus souvent dus à des causes politiques. Alors que le premier suppose l'acceptation du bouddhisme, le deuxième et le troisième s'y opposent résolument.

## Histoire
Lorsque le bouddhisme arrive au Japon, il est nécessaire de l'harmoniser avec les croyances locales aux kamis. Cela se fait de plusieurs façons dont le shinbutsu shūgō, ou syncrétisme des kamis et des bouddhas et son opposé, le shinbutsu kakuri.

### Fusion des kamis et bouddhas
Après l'arrivée du bouddhisme au Japon, le pays développe un syncrétisme des croyances locales aux kamis et du bouddhisme étranger appelé shinbutsu shūgō. Quand le bouddhisme arrive par la Chine à la fin de la période Asuka au VIe siècle, plutôt que d'éliminer le vieux système de croyances, les Japonais tentent de le concilier avec le nouveau en supposant que les deux sont vrais. En conséquence, les temples bouddhistes sont attachés aux sanctuaires shinto et réciproquement. Les deux sont consacrés aux kamis et à Bouddha. La profondeur de l'influence résultant du bouddhisme sur la religion locale s'observe par exemple dans le fait que le type de sanctuaire que nous voyons aujourd'hui, avec une grande salle de culte et des images, est lui-même d'origine bouddhique. L'influente théorie honji suijaku (本地垂迹), courante au Japon jusqu'à l'ère Meiji, affirme même que les dieux bouddhistes choisissent d'apparaître aux Japonais en tant que kamis natifs afin de les sauver. 

### Résistance aushinbutsu shūgō
Alors que dans la pratique populaire les kamis et les bouddhas sont mixtes et combinés dans une « religion commune », ils sont en même temps isolés et séparés de diverses manières ailleurs,. Les deux religions ne fusionnent jamais complètement et, tout en se chevauchant ici et là, gardent leur identité particulière à l'intérieur d'une relation en grande partie non systématisée, difficile et tendue. Cette relation existe entre des kamis et des bouddhas spécifiques plutôt qu'entre deux systèmes. Les deux sont toujours perçus comme des entités parallèles mais distinctes. À côté du shinbutsu shugo il existe toujours l'envers de la médaille, le shinbutsu kakuri. Au Iwashimizu Hachiman-gū par exemple, certains rites sont  shintoïstes, d'autres bouddhistes, et sont donc dirigés par des personnes différentes. Il existe parmi les Japonais une forte résistance à l'assimilation complète de leurs kamis aux dieux étrangers.
Cette résistance visible au bouddhisme se retrouve en remontant au Nihon shoki (VIe siècle) qui rapporte l'introduction du bouddhisme au Japon. L'histoire ultérieure est parsemée de récits de frictions entre certains kamis et les temples bouddhistes qui se trouvent sur leurs territoires.
Au Ise-jingū, par exemple, le « sanctuaire-temple » Ise Daijingūji (伊勢大神宮寺) est déplacé deux fois en raison de la pluie incessante causée par le kami irrité par sa trop grande proximité des sanctuaires. Un livre de 804, le Kōtaijingū Gishikichō (皇太神宮儀式帳), stipule que sur les terres d'Ise certains mots bouddhistes (buddha, sūtra, gojūnotō, moine, temple ou aliments végétariens) ne peuvent pas être prononcés et doivent être remplacés par d'autres. Le livre précise même les mots de remplacement (imikotoba (忌み言葉)) qui doivent être utilisés à la place de ceux qui sont proscrits : nakago (« enfant du milieu ») pour un bouddha, kawarabuki (« bâtiment au toit de tuiles ») pour temple et somegami (« papier taché ») pour sūtra.
Il y a donc une volonté délibérée de maintenir les kamis à l'écart du bouddhisme. Vers la fin du IXe siècle, la pratique se répand à d'autres sanctuaires. Le Jōgan shiki (871) interdit tous les rites bouddhiques aux offices de cour et dans tous les offices de province pendant la période d'intronisation impériale, appelée daijōe (大嘗会),. Par ailleurs, les moines et les nonnes ne peuvent entrer dans le palais impérial pendant l'abstinence avant, pendant et après certains rituels shintoïstes de la cour,. L'Engishiki dit qu'à certaines périodes de l'année, les moines et les nonnes ne peuvent entrer dans le palais impérial,. Au cours de l'époque de Heian, ce type de séparation est pratique courante, entraînant de nombreuses conséquences pratiques attestées. Ce tabou est rigoureusement observé au palais impérial pendant des siècles,. Il ne fait pas seulement que durer mais gagne une nouvelle vigueur au cours de l'époque d'Edo pendant le shogunat Tokugawa. Il est important de noter que le bouddhisme est proscrit uniquement dans la mesure où l'empereur est personnellement impliqué et pendant les périodes prévues par les rites, mais autrement, le mélange habituel des kamis et des bouddhas se poursuit normalement.

### Origines dushinbutsu kakuri
L'origine précise de ce phénomène ne semble pas être liée à la relation spéciale du bouddhisme avec la mort. Le contact direct avec la mort est interdit aussi dans les temples et le bouddhisme n'est pas interdit dans la plupart des sanctuaires. Le Shinbutsu kakuri est issu des rituels et des sanctuaires comme l'Ise-jingū ayant de forts liens qui l'associent à l'empereur, et reste toujours strictement lié à sa personne et à la cérémonie de son intronisation. Cela s'étend ensuite à d'autres cérémonies officielles. Il a été avancé qu'il s'agit d'une réaction contre l'ingérence politique bouddhiste qui culmine avec l'incident Dōkyō de 768 au cours duquel l'impératrice Shotoku veut donner le trône au moine Dōkyō. Il semble donc que le rituel impérial est isolé du bouddhisme pour protéger le principe de la domination impériale héréditaire.
La pratique entraîne en tous cas des conséquences importantes, parmi lesquelles la prévention de l'assimilation complète des pratiques shintoïstes dans le bouddhisme. En outre, l'interdiction du bouddhisme au sanctuaire Ise et au Kamo-jinja leur permet de développer librement leurs théories sur la nature des kamis.

## Source de la traduction
- (en) Cet article est partiellement ou en totalité issu de l’article de Wikipédia en anglais intitulé « Shinbutsu kakuri » (voir la liste des auteurs).